# 오르모시

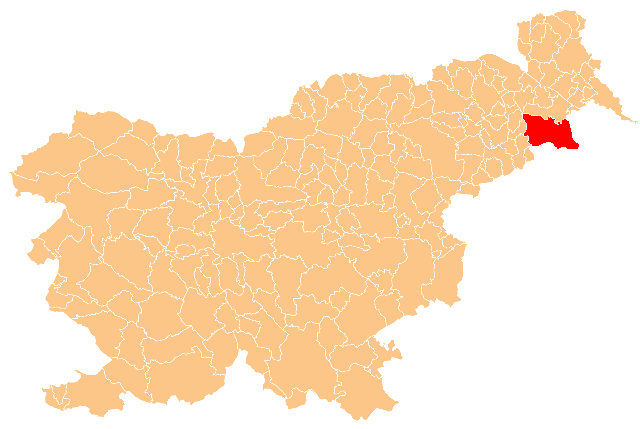
오르모시의 위치

오르모시(슬로베니아어: Ormož, 헝가리어: Ormosd 오르모슈드[*], 독일어: Friedau 프리다우[*])는 슬로베니아의 도시로 면적은 141.6km2, 인구는 12,738명(2002년 기준), 인구 밀도는 90명/km2이다.